# Jennie Fletcher
Jennie Fletcher (Leicester, Reino Unido, 19 de marzo de 1890-Ontario, 17 de enero de 1968) fue una nadadora británica especializada en pruebas de estilo libre, donde consiguió ser campeona olímpica en 1912 en los 4 x 100 metros.

## Carrera deportiva

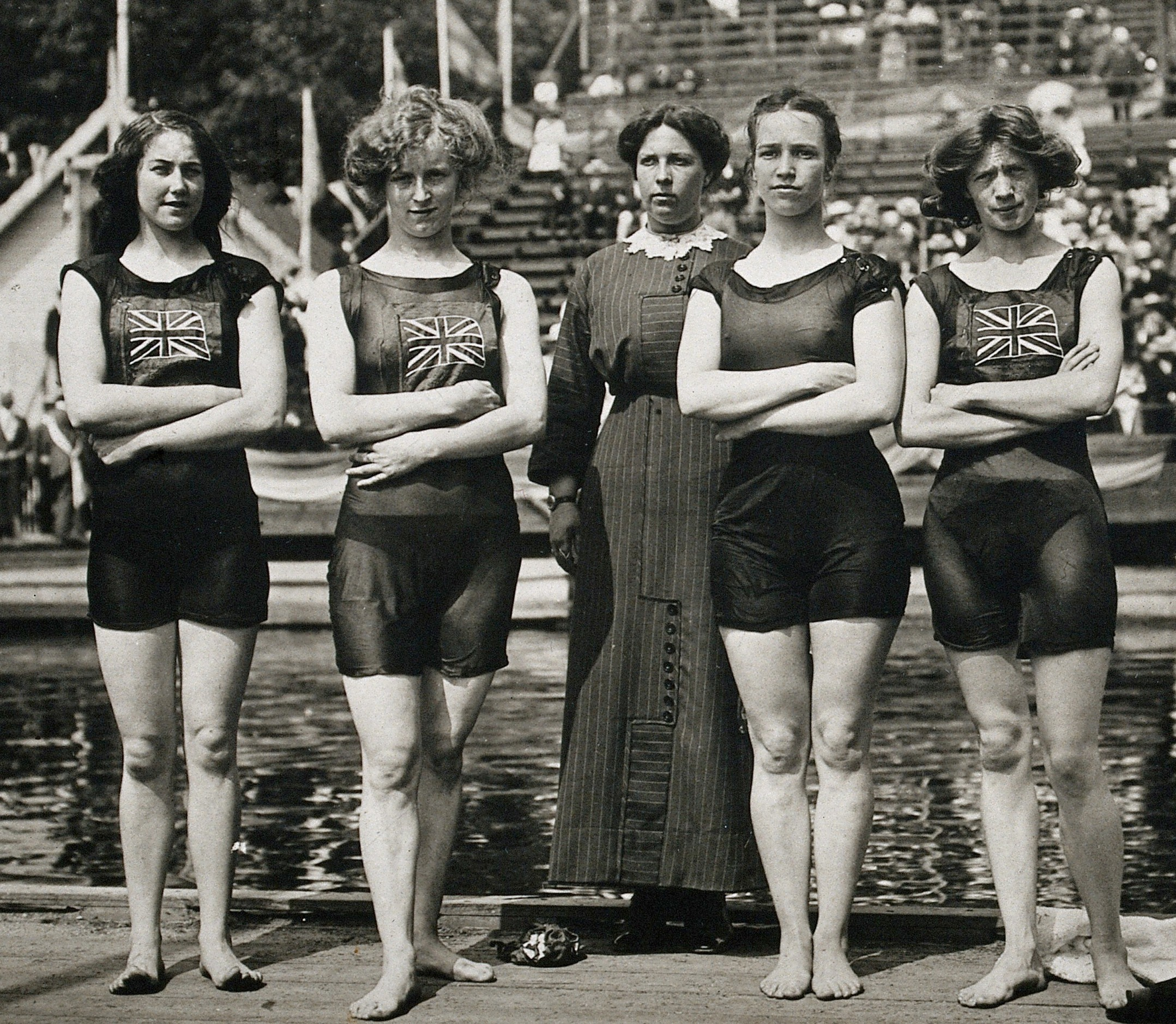
Belle Moore, Jennie Fletcher, Annie Speirs y Irene Steer en las Olimpiadas de Estocolmo 1912

En los Juegos Olímpicos de Estocolmo 1912 ganó la medalla de oro en los relevos de 4 x 100 metros estilo libre, por delante de Alemania y Austria, y también ganó la medalla de bronce en los 100 metros estilo libre, tras las australianas Fanny Durack y Wilhelmina Wylie.